# Szczerców
Szczerców is een dorp in de Poolse woiwodschap Łódź. De plaats maakt deel uit van de gemeente Szczerców en telt 3300 inwoners.